# Synagoga w Górze Kalwarii (ul. Pijarska 5)
Synagoga w Górze Kalwarii – prywatna synagoga znajdująca się w Górze Kalwarii, przy ulicy Pijarskiej 5.
Synagoga została zbudowana w 1905 roku, z inicjatywy rodziny Alterów, na miejscu starej synagogi, która spłonęła. Murowany budynek synagogi wzniesiono na planie prostokąta, z obszerną główną salą modlitewną, mieszczącą na wschodniej ścianie płytką wnękę na Aron ha-kodesz. Podczas II wojny światowej Niemcy zdewastowali synagogę. Budynek jest własnością gminy żydowskiej w Warszawie.